# Carentan-les-Marais
Carentan-les-Marais – gmina we Francji, w regionie Normandia, w departamencie Manche. W 2013 roku liczba ludności wynosiła 6804 mieszkańców. 
Gmina została utworzona 1 stycznia 2016 roku z połączenia czterech ówczesnych gmin: Angoville-au-Plain, Carentan, Houesville oraz Saint-Côme-du-Mont. Siedzibą gminy została miejscowość Carentan. Następnie 1 stycznia 2017 roku połączono cztery ówczesne gminy: Carentan-les-Marais, Brévands, Saint-Pellerin oraz Les Veys. Siedzibą nowej gminy została miejscowość Carentan-les-Marais, a gmina przyjęła jej nazwę. Dnia 1 stycznia 2019 roku nastąpiły kolejne zmiany administracyjne. Do Carentan-les-Marais włączono ówczesne gminy Brucheville, Catz, Montmartin-en-Graignes, Saint-Hilaire-Petitville oraz Vierville. Siedzibą gminy pozostała miejscowość Carentan. 